# بولوتانا
بولوتانا، (بالإنجليزية: Bolotana)‏، (سردينيا: Golòthene أو Bolòtana)، هي بلدية، في مقاطعة نوورو في إقليم سردينيا الإيطالي، وتقع على بعد حوالي 120 كم (75 ميل) إلى الشمال من كالياري، وحوالي 30 كم (19 ميل) غرب نوورو.

## السكان
في سنة 1861 بلغ عدد السكان 2٬858 نسمة، وتطور العدد ليصل في سنة 2011 لـ 2٬846 نسمة.
يظهر هذا المخطط البياني تطور النمو السكاني لـ بولوتانا